# Convergentiecriteria
De convergentiecriteria of Maastricht-criteria zijn de voorwaarden waaraan EU-lidstaten moeten voldoen om toe te treden tot de derde fase van de Economische en Monetaire Unie (EMU) en de Euro als munteenheid aan te nemen. De EU-lidstaten kwamen in het Verdrag van Maastricht (1992) overeen een Economische en Monetaire Unie op te richten in drie fasen.
Omdat destijds de deelnemende economieën geen grote onderlinge verschillen mochten vertonen, zijn er vijf convergentiecriteria afgesproken.
Twee daarvan zijn dat de deelnemende landen hun begrotingstekort niet meer mag bedragen 3% en de staatsschuld niet meer mag bedragen dan 60%. Deze percentages hebben betrekking op het bruto binnenlands product. 
Verder is afgesproken dat de inflatie niet hoger mag zijn dan 1,5 procent van het gemiddelde van de drie EMU-landen met de laagste inflatie. Tevens moet er sprake zijn van deelname aan het wisselkoersmechanisme en van convergentie van rentepercentages. De rente op de kapitaalmarkt mag niet hoger zijn dan het gemiddelde van de drie EMU-landen met de laagste inflatie plus 2%.